# راحيل خان
رحيل خان (بالإنجليزية: Raheel Khan) (مواليد 1 يناير 1979) هو لاعب كريكت من أصل باكستانيون يلعب لصالح منتخب الكويت الوطني للكريكت.
وُلد خان في باكستان قبل أن ينتقل إلى الكويت، حيث بدأ مسيرته في الكريكت مع أندية محلية قبل انضمامه إلى المنتخب الوطني. عُرف بأسلوب لعبه المتزن ومهاراته في المباريات الدولية.
شارك خان في بطولة دوري الكريكت العالمي القسم السادس 2013، حيث لعب ضد عدة منتخبات من آسيا وأوقيانوسيا، وكان له دور في تعزيز أداء فريق الكويت في تلك البطولة. كما شارك في مباريات أخرى ضمن تصفيات بطولات الاتحاد الدولي للكريكت.
ساهمت خبرته كلاعب مخضرم في توجيه اللاعبين الجدد داخل المنتخب، مما جعله أحد الأسماء البارزة في الكريكت الكويتي، خاصة بين اللاعبين ذوي الأصول الباكستانية المقيمين في الكويت.

## وصلات خارجية
- راحيل خان على ESPNcricinfo